# Casa de la Música Mirandesa
La Casa de la Música Mirandesa es un centro cultural que tiene como objetivo promover la cultura musical tradicional de la Tierra de Miranda. Se encuentra en la plaza del Castillo, en la freguesia de Miranda de Duero, en el municipio homónimo del distrito de Braganza. El edificio está incluido en la Zona Especial de Protección del Castillo de Miranda de Duero.
La Casa de la Música Mirandesa pretende reavivar y mantener la música tradicional mirandesa, que tiene sus particularidades, principalmente por los instrumentos utilizados (gaita mirandesa, flauta pastoril, zanfona, caja de guerra, conchas de Santiago, castañuelas, pandereta, etc) y por la letra de las canciones, en lengua mirandesa (segunda lengua nacional de Portugal, habla  del asturleonés).